# Sículos (Transilvânia)
Os sículos (em latim: Siculi; em húngaro: székelyek; em romeno: Secui; em alemão: Szekler) são uma etnia de origem húngara que desde o século VIII ocupou as terras do sudeste da Hungria. A maior parte deles vive na Transilvânia, no chamado País Sículo (em húngaro: Székelyföld; em romeno: Ţinutul Secuiesc). Outros grupos de origem sícula deixaram a Transilvânia em 1764 depois da Tragédia de Mádéfalva e emigraram à Bucovina.

## Origem

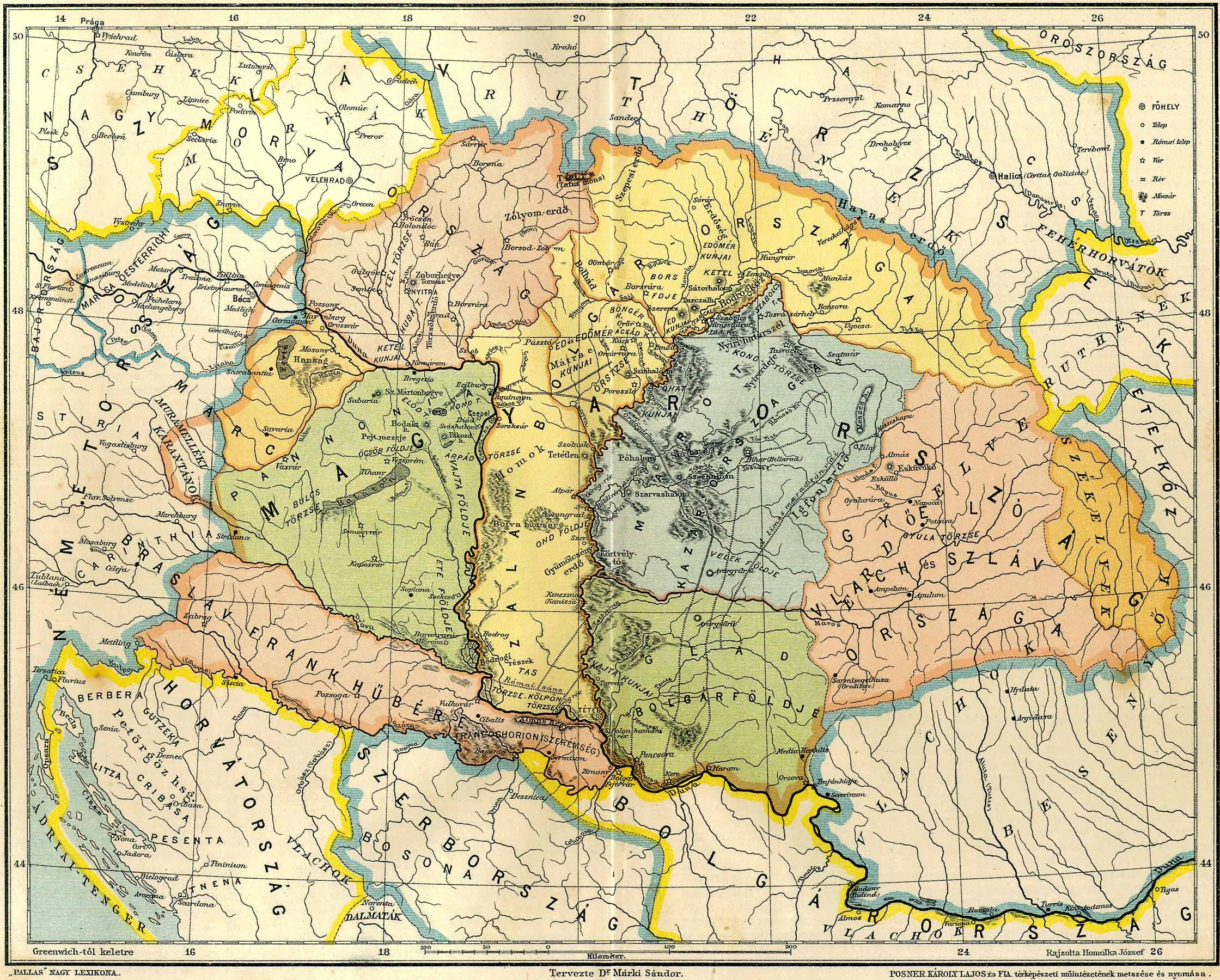

A origem dos sículos é muito controversa tanto entre os historiadores quanto entre os próprios sículos. Uma teoria diz que eles são descendentes de tribos de guerra que foram assentadas pelos húngaros na Transilvânia para guardar as fronteiras orientais dos tártaros e outros povos bárbaros. Outras teorias dizem que eles têm origem nos hunos, ávaros e búlgaros. Há ainda aqueles que dizem que os sículos sempre foram húngaros, e as diferenças culturais são devidas a seu relativo isolamento.
Segundo Kristó Gyula, os sículos foram uma etnia que vivia junto com os húngaros e os jázaros, e que chegaram junto com os húngaros ao território rodeado pelos montes Cárpatos. Segundo Gyula László, os húngaros se assentaram em duas ondas, e os sículos chegaram em sua primeira onda por volta de 670, antes da segunda onda em 895 quando as tribos húngaras se assentaram definitivamente nos Cárpatos. No Feitos dos Húngaros, um antigo documento sobre a história húngara escrito no século XIII, o autor diz que os sículos já estiveram nos Cárpatos quando chegaram os húngaros e aceitaram o domínio húngaro.

## Privilégios históricos
Os sículos gozavam de privilégios de nobreza por sua função militar. Somente pagaram impostos ao rei em ocasiões relevantes (quando o rei ocupou o trono, quando o rei se casou, etc. Se o rei conduzisse uma campanha ao leste, cada segundo homem sículo na idade de soldado teria de participar na campanha. Se a campanha fosse ao oeste, então só cada décimo sículo teria de participar. A hierarquia social tinha três classes: os peões, os cavaleiros e os primores. Como mostram os nomes, o status social era determinado por seu papel militar.
Em 1437, criou-se a "União das Três Nações" (Unio trium nationium), composta pela nobreza húngara da Transilvânia, pelos sículos e pelos saxões da Transilvânia.

## A perda dos privilégios

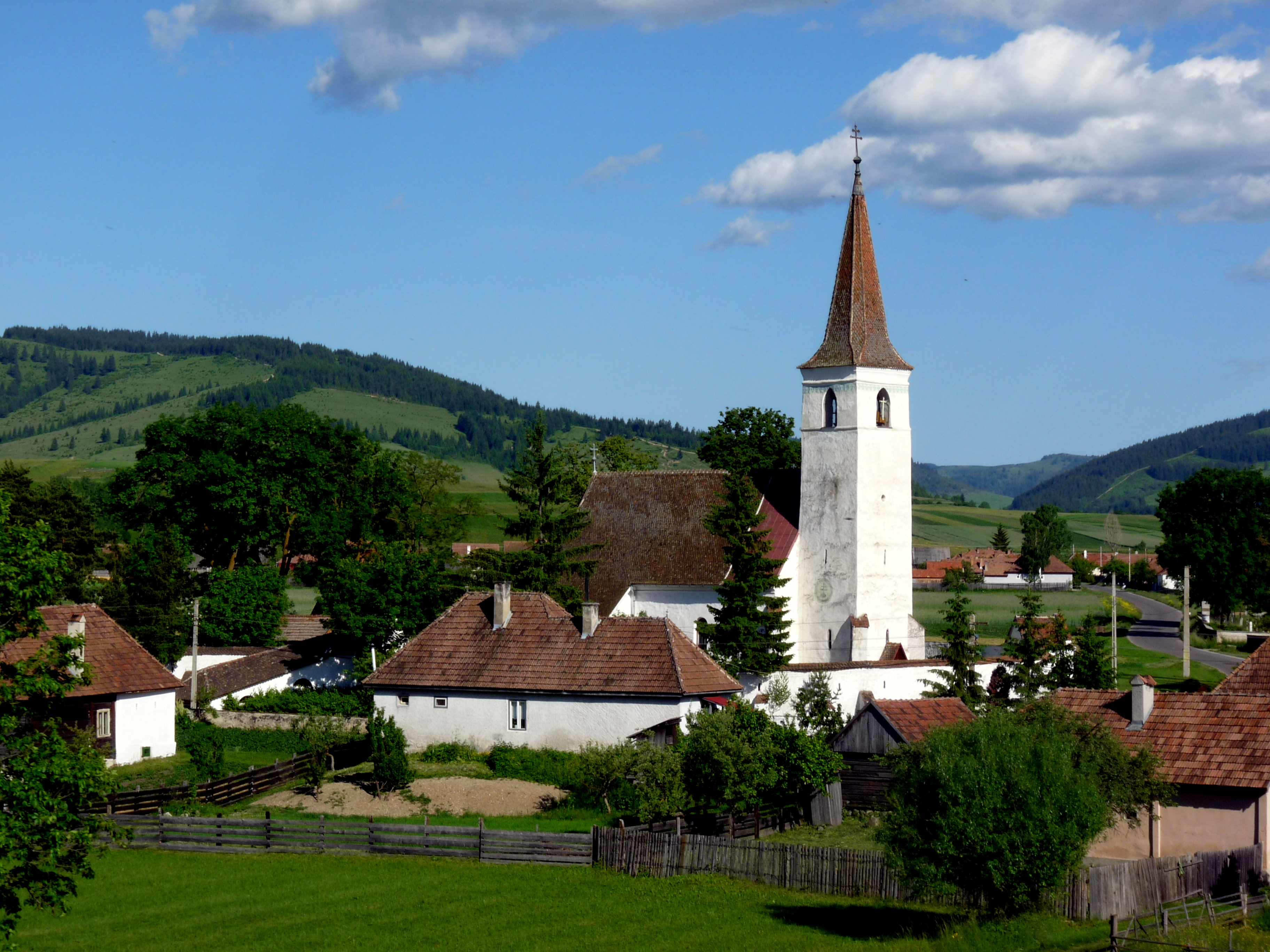
Igreja fortificada sícula de Mihăileni

Os sículos conseguiram manter seus privilégios até o século XVI, quando os monarcas do Principado da Transilvânia começaram a segregá-los. Eles então combateram o príncipe João Sigismundo, o que levou à sublevação de 1562. Os Báthory também quiseram reduzir os privilégios dos sículos, que acabaram por se aliar a Miguel, o Valente, o voivoda romeno da Valáquia, em sua investida contra a Transilvânia em 1599.
Com o passar do tempo, cresceu o número dos sículos que se dedicaram à agricultura. O príncipe Gábor Bethlen pôs condições mais restritivas aos sículos para deixarem a vida militar. Em 1691, o Diploma Leopoldino (estatuto outorgado pelo imperador da casa de Habsburgo, Leopoldo I, que regulamentou as relações entre a Transilvânia e o Império dos Habsburgo) reconheceu o direito dos sículos de não pagar impostos, mas eles o perderam mais tarde, entre 1754 e 1769, devido a reformas tributárias. A rainha Maria Teresa da Áustria reorganizou a defesa das fronteiras, e o recrutamento violento entre os sículos conduziu à matança de Mádéfalva (1764): o exército imperial matou várias centenas deles, porque se negaram ao serviço militar. Depois deste incidente, muitos sículos se transferiram à Moldova, do outro lado dos Cárpatos.

## Séculos XIX e XX
Na luta pela liberdade de 1848-1849, a maioria do exército de Bem era composto por sículos. Em 16 de outubro de 1848, na assembleia de Agyagfalva (em romeno: Lutita), os sículos declararam que estavam dispostos a tomar as armas "pela defesa dos irmãos húngaros". Como resposta à estratégia geral dos Habsburgo na Transilvânia, Anton Puchner começou a atacar o País Sículo, e o exército sículo teve de retroceder até Haromszék. Nas batalhas, destacou-se Áron Gábor, que começou a produzir canhões, contribuindo aos êxitos militares que se seguiram.
Depois da derrota na luta, o passo seguinte mais importante é o compromisso austro-húngaro de 1867, que integrou administrativamente os sículos à sociedade húngara moderna. O tratado de paz firmado em Trianon em 1920 cedeu a Transilvânia à Romênia. Desde então, exceto o período entre 1940 e 1944, os sículos são concidadãos romenos, mas mantendo sua identidade húngara.

## População
A maioria dos sículos vive nas províncias de Hargita, Covasna e Maros. Nestas províncias as percentagens de sículos são, respectivamente, de 84%, 74% e 39%. Estima-se que no mundo inteiro vivam cerca de 850 mil.